# Takeshi (Pokémon)
Takeshi (タケシ), được biết đến với cái tên Brock tại Hoa Kỳ, Đức và một số quốc gia lấy tên tiếng Anh làm tên chính thức cho Pokémon cũng như nhân vật, là một nhân vật hư cấu trong nhượng quyền thương mại Pokémon thuộc sở hữu của Nintendo. Trong các trò chơi điện tử Pokémon, anh ta là Thủ lĩnh nhà thi đấu Thành phố Nibi và chủ yếu sử dụng Pokémon hệ đá. Trong anime, Satoshi tình cờ gặp một người đàn ông mà sau đó được tiết lộ là cha của Takeshi. Anh ta giải thích rằng Takeshi muốn trở thành Nhà huấn luyện Pokémon nhưng do cha anh ta rời đi, Takeshi phải chăm sóc rất nhiều anh chị em của anh ta và không thể rời đi. Đây là lý do tại sao anh trở thành một Thủ lĩnh nhà thi đấu, để gần gũi với gia đình. Cha anh trở lại và nói rằng anh sẽ chăm sóc gia đình. Takeshi rời vị trí là một Thủ lĩnh nhà thi đấu để đi cùng với Satoshi và trở thành một Người nhân giống Pokémon đáng kính. Sau đó, cậu trau dồi kỹ năng của mình trong y học. Kể từ tập mới nhất của anime Nhật Bản, Takeshi đang ở Thành phố Nibi để đào tạo thành một bác sĩ Pokémon. Anh cũng đã xuất hiện trong một số bộ truyện tranh Pokémon, bao gồm Pokémon Adventures và truyện tranh Ash & Pikachu.

## Đặc trưng
Takeshi được coi là người trưởng thành, khôn ngoan và đẳng cấp nhất trong các nhân vật chính. Anh ấy thường đóng vai trò như một người anh trai và người chăm sóc cho các nhân vật khác và là tiếng nói của lý trí trong các cuộc tranh chấp. Anh ta thường sẽ đặt người khác trước anh ta và sẽ giúp đỡ và hỗ trợ bạn bè của mình ngay cả khi chống lại sự phán xét tốt hơn của anh ta hoặc bằng chi phí của mình. Mặc dù không được xuất hiện trong trận chiến thường xuyên, nhưng anh ấy có thể hiểu các tình huống và chiến lược trong bất kỳ trận chiến nào với Pokémon, và thường giải thích chúng cho các nhân vật khác (và cho người xem), có thể vì anh ấy đã từng là một Gym Leader. Brock luôn mang theo sách và bản đồ bên mình, và do đó thường là nhân vật biết nhóm đang đi đến đâu và họ có thể làm gì khi đến đó, mặc dù trong Thế hệ nâng cao, vai trò này chủ yếu do Pokénav đảm nhận. Anh ấy cũng mang theo rất nhiều đồ dùng khác, chẳng hạn như bình và dụng cụ nấu ăn, cũng như các dụng cụ thực hành như bàn chải và dao bỏ túi. Anh ấy là một người trong nước, và chú rể không chỉ là Pokémon của anh ấy mà còn là chú rể của những người bạn mà anh ấy đi cùng. Anh ấy lo liệu tất cả việc nấu nướng và dọn dẹp cho bạn bè của mình.
Brock là người cao nhất trong số các nhân vật chính, và là người gần giống người lớn nhất. Tuy nhiên, bên cạnh các nhân vật người lớn thực tế, rõ ràng là anh ấy vẫn còn là một thiếu niên. Không tính những bộ trang phục tạm thời, anh ấy đã mặc ba bộ trang phục khác nhau trong suốt anime, tất cả đều có màu cam, xanh lá cây và nâu, với đôi giày màu xanh lam. Mục tiêu của anh ta đã đóng một vai trò thụ động trong hoạt động và phát triển của nhân vật. Không giống như các nhân vật khác, những người khao khát đạt được và xuất sắc trong các lĩnh vực cạnh tranh như Huấn luyện Pokémon và Cuộc thi Pokémon, mục tiêu trở thành Người nuôi Pokémon vĩ đại của anh ta là một mục tiêu trầm lặng và do đó không được giới thiệu thường xuyên. Mục tiêu khác của anh ta là tìm một cô bạn gái như đã thấy khi anh ta cố gắng rủ Y tá Joy hoặc Sĩ quan Jenny đi chơi hoặc bất kỳ cô gái xinh đẹp nào khác mà anh ta nhìn thấy. Ngoài ra còn có một trò đùa trong anime khi Brock tỏ ra quá mạnh mẽ với một cô gái mà anh ấy thấy xinh đẹp và Misty sẽ kéo tai anh ấy, kéo Brock đi và đưa ra bình luận trong quá trình này. Sau khi Misty rời đi với tư cách là nhân vật chính vào cuối mùa thứ năm, Max đảm nhận vai trò này bắt đầu từ mùa thứ bảy ngay sau khi chứng kiến cô ấy thực hiện lại nhiệm vụ của mình trong thời gian ngắn xuất hiện với tư cách khách mời. Trong phần chín, Brock's Bonsly cũng bắt đầu tấn công anh ta vì thói quen tán tỉnh của anh ta, và bắt đầu từ phần mười cho đến phần mười ba, Brock's Croagunk đảm nhận vai trò này bằng cách làm anh ta choáng váng bằng Poison Jab trong lúc tán tỉnh và sau đó lôi anh ta đi. Đặc điểm đáng chú ý nhất của Brock là đôi mắt của anh ấy tự nhiên nhắm lại. Anh ta cũng có làn da rám nắng, đặc biệt là tối hơn da của bất kỳ nhân vật chính nào khác trong truyện.